# 微分伽罗瓦理论
数学中，微分伽罗瓦理论是研究微分方程伽罗瓦群的理论。

## 概述
代数伽罗瓦理论研究代数域的扩张， 而微分伽罗瓦理论则研究微分域的扩张，即具备导子D的域。这两种构造的一个区别是，微分伽罗瓦理论中的伽罗瓦群往往是矩阵李群，而代数伽罗瓦理论中常常是有限群。